# Ipan (Perú)
Ipan es una localidad peruana ubicada en el distrito de Canoas de Punta Sal, perteneciente a la provincia de Contralmirante Villar del departamento de Tumbes, al norte del Perú. 

## Ubicación
Ipan se ubica al suroeste de la provincia de Contralmirante Villar, en el distrito de Canoas de Punta Sal, en el departamento de Tumbes.

## Demografía
En 2017 Ipan tenía una población de 8 habitantes.